# PZL Bielsko SZD-25
Die PZL Bielsko SZD-25 Lis (deutsch Fuchs) ist ein polnisches Schul–Segelflugzeug. Konstruiert wurde es im Szybowcowy Zakład Doświadczalny (SZD, Segelflugzeug-Entwicklungswerk) in Bielsko-Biała.

## Geschichte
Die SZD-25 Lis entstand als Weiterentwicklung der SZD-22 Mucha Standard. Für die Konstruktion zeichnete Zbigniew Badura verantwortlich. Er kombinierte den Tragflügel der SZD-22E mit dem Rumpf der SZD-16 Gil, einem Übungseinsitzer von 1958, der nicht über das Prototypenstadium hinausgekommen war. Die Arbeiten begannen 1960 und noch im selben Jahr führte Jerzy Skrzydlewski am 5. März den Erstflug durch. Anschließend erfolgte die 65 Testflüge umfassende Erprobung des Prototyps (Kennzeichen: SP–1621), die in 53 Stunden absolviert wurde. Im darauffolgenden Jahr lief in der Segelflugwerkstatt von Krosno die Produktion einer kleinen Reihe von 30 Flugzeugen an, die in den polnischen Aeroklubs zum Einsatz kamen. Das erste Exemplar der als SZD-25A bezeichneten Serienausführung mit dem Kennzeichen SP–2342 flog erstmals am 16. August 1961. Eine Lis diente als SZD-25Z als Erprobungsträger für die Bremsschirme der Zefir–Reihe SZD-19 und SZD-29. Mindestens eine SZD-25 ist erhalten geblieben und befindet sich in flugfähigem Zustand. Eine weitere (SP–2356) befindet sich im Polnischen Luftfahrtmuseum.

## Technischer Aufbau
Die SZD-25 ist ein freitragender Schulterdecker. Der Rumpf besteht aus einem Stahlrohrgerüst mit GFK-Beplankung im Bug- und oberen Bereich und Stoffbespannung an den Seiten. An ihn schließt sich der Heckausleger in Form einer konischen, hoch angesetzten Rumpfröhre an, an deren Ende sich das freitragende Normalleitwerk aus Holz mit Stoffbespannung befindet. Der einholmige, zweiteilige Tragflügel besitzt eine Schränkung von −4,5° zwischen der elften und 25. Rippe, einem Torsionsnasenkasten aus Sperrholz und besteht am Rumpfübergang aus GFK. Er ist mit Luftbremsen aus Metall ausgestattet. Das Fahrwerk besteht aus einem gefederten, teilweise einziehbaren und mit einer Bremse versehenen Hauptrad von 300 × 125 mm, einem ebenfalls gefederten Hecksporn und einer Holzkufe am Bug.

## Technische Daten
| Kenngröße              | Daten                                                          |
| ---------------------- | -------------------------------------------------------------- |
| Besatzung              | 1                                                              |
| Spannweite             | 14,98 m                                                        |
| Länge                  | 7,00 m                                                         |
| Höhe                   | 1,50 m                                                         |
| Flügelfläche           | 12,75 m²                                                       |
| Flügelstreckung        | 17,65                                                          |
| V–Stellung             | 4°                                                             |
| Rumpfbreite            | 0,57 m                                                         |
| Leermasse              | 231 kg                                                         |
| Zuladung               | 110 kg                                                         |
| Startmasse             | 315–341 kg                                                     |
| Höchstgeschwindigkeit  | 230 km/h 140 km/h im Flugzeugschlepp 110 km/h im Windenschlepp |
| Mindestgeschwindigkeit | 59 km/h                                                        |
| Gleitzahl              | 26,5 bei 76 km/h                                               |
| Geringstes Sinken      | 0,76 m/s bei 76 km/h                                           |
| Profil                 | Gö 549 (Flügelwurzel) M-12 (Flügelende)                        |